# Термометри опору

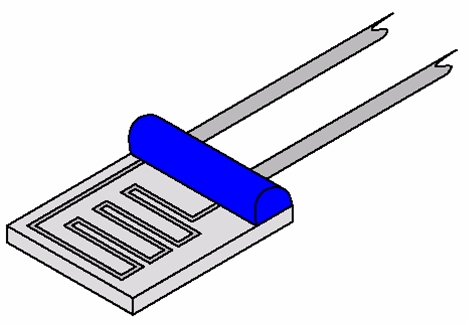
Терморезистор плівкового типу

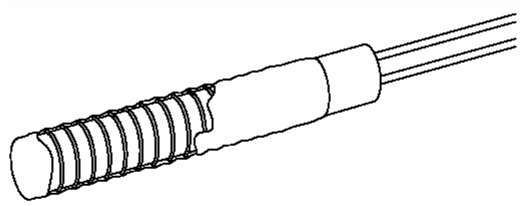
Терморезистор, виконаний дротяною намоткою

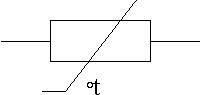
Умовне графічне зображення терморезистора як чутливого елемента термометра опору

Термо́метр опору — прилад для вимірювання температури, на основі чутливого елемента, електричний опір (первинного вимірювального перетворювача) якого залежить від температури. Як чутливий елемент використовуються терморезистори з металевого чи напівпровідникового матеріалу. В останньому випадку їх називають термісторами.

## Принцип роботи
Принцип дії термометрів опору базується на властивості провідників і напівпровідників змінювати свій електричний опір при зміні температури.
Залежність опору провідника від його температури у найпростішому випадку виражається лінійною залежністю:
{\displaystyle R_{T}=R_{0}(1+\alpha \cdot \Delta T)\,}
де:
RT — електричний опір при температурі T [Ом];
R0 — електричний опір при початковій температурі T0 [Ом];
α — температурний коефіцієнт електричного опору [K−1];
ΔT — зміна температури, що становить T-T0 [K].
Матеріали, які використовуються для виготовлення термометрів опору, повинні мати максимальний і постійний температурний коефіцієнт електричного опору, лінійну залежність опору від температури, мати відтворюваність властивостей і інертність до впливів навколишнього середовища.
Для виготовлення сенсорів термометрів опору використовують мідь, нікель, платину, вольфрам, що мають позитивний температурний коефіцієнт.
Термометри опору відносяться до одних із найточніших перетворювачів температури. Похибка вимірювання температури за допомогою термометра опору може складати 0,001°С.
Для виготовлення напівпровідникових термоопорів (термісторів) застосовують оксиди металів (Mn2O3, Cu2O3, Fe2O3 і ін.), що пресуються і спікаються при високій температурі. Вони мають малі розміри і великі значення температурного коефіцієнту опору.
Розрізняють два види терморезисторів: 
- термістори - мають негативний температурний коефіцієнт опору, тобто при зростанні температури, опір зменшується.
- позистори - мають позитивний температурний коефіцієнт опору, тобто при збільшенні температури, опір також зростає[1].

## Випадок нелінійної залежності опору від температури
{\displaystyle R_{T}=R_{0}\left[1+AT+BT^{2}+cT^{3}(T-100)\right]\;(-200\;{}^{\circ }\mathrm {C} <T<0\;{}^{\circ }\mathrm {C} ,}
{\displaystyle R_{T}=R_{0}\left[1+AT+BT^{2}\right]\;(0\;{}^{\circ }\mathrm {C} \leq T<850\;{}^{\circ }\mathrm {C} ).}
Звідки,
{\displaystyle R_{T}} опір при T,
{\displaystyle R_{0}} опір при 0 °C, константи (для платинового опору) — : {\displaystyle A=3.9083\times 10^{-3}\;{}^{\circ }\mathrm {C} ^{-1}}
{\displaystyle B=-5.775\times 10^{-7}\;{}^{\circ }\mathrm {C} ^{-2}}
{\displaystyle C=-4.183\times 10^{-12}\;{}^{\circ }\mathrm {C} ^{-4}.}
Оскільки коефіцієнти B та C відносно незначні, опір зростає майже за лінійним законом.

## Переваги термометрів опору
- Висока точність вимірювань (зазвичай біля ±0,1 °C)
- Висока надійність при використанні 4-х провідної схеми вимірювань

## Недоліки термометрів опору
- Низький діапазон вимірювань (в порівнянні з термопарами)
- Не можуть вимірювати високих температур

## Таблиця опорів деяких термісторів
| Температура у °C | Pt100    | Pt1000   | PTC      | NTC      | NTC      | NTC      | NTC      | NTC      |
|                  | Typ: 404 | Typ: 501 | Typ: 201 | Typ: 101 | Typ: 102 | Typ: 103 | Typ: 104 | Typ: 105 |
| −50              | 80,31    | 803,1    | 1032     |          |          |          |          |          |
| −45              | 82,29    | 822,9    | 1084     |          |          |          |          |          |
| −40              | 84,27    | 842,7    | 1135     |          |          | 50475    |          |          |
| −35              | 86,25    | 862,5    | 1191     |          |          | 36405    |          |          |
| −30              | 88,22    | 882,2    | 1246     |          |          | 26550    |          |          |
| −25              | 90,19    | 901,9    | 1306     |          | 26083    | 19560    |          |          |
| −20              | 92,16    | 921,6    | 1366     |          | 19414    | 14560    |          |          |
| −15              | 94,12    | 941,2    | 1430     |          | 14596    | 10943    |          |          |
| −10              | 96,09    | 960,9    | 1493     |          | 11066    | 8299     |          |          |
| −5               | 98,04    | 980,4    | 1561     | 31389    | 8466     |          |          |          |
| 0                | 100,00   | 1000,0   | 1628     | 23868    | 6536     |          |          |          |
| 5                | 101,95   | 1019,5   | 1700     | 18299    | 5078     |          |          |          |
| 10               | 103,90   | 1039,0   | 1771     | 14130    | 3986     |          |          |          |
| 15               | 105,85   | 1058,5   | 1847     | 10998    |          |          |          |          |
| 20               | 107,79   | 1077,9   | 1922     | 8618     |          |          |          |          |
| 25               | 109,73   | 1097,3   | 2000     | 6800     |          |          | 15000    |          |
| 30               | 111,67   | 1116,7   | 2080     | 5401     |          |          | 11933    |          |
| 35               | 113,61   | 1136,1   | 2162     | 4317     |          |          | 9522     |          |
| 40               | 115,54   | 1155,4   | 2244     | 3471     |          |          | 7657     |          |
| 45               | 117,47   | 1174,7   | 2330     |          |          |          | 6194     |          |
| 50               | 119,40   | 1194,0   | 2415     |          |          |          | 5039     |          |
| 55               | 121,32   | 1213,2   | 2505     |          |          |          | 4299     | 27475    |
| 60               | 123,24   | 1232,4   | 2595     |          |          |          | 3756     | 22590    |
| 65               | 125,16   | 1251,6   | 2689     |          |          |          |          | 18668    |
| 70               | 127,07   | 1270,7   | 2782     |          |          |          |          | 15052    |
| 75               | 128,98   | 1289,8   | 2880     |          |          |          |          | 12932    |
| 80               | 130,89   | 1308,9   | 2977     |          |          |          |          | 10837    |
| 85               | 132,80   | 1328,0   | 3079     |          |          |          |          | 9121     |
| 90               | 134,70   | 1347,0   | 3180     |          |          |          |          | 7708     |
| 95               | 136,60   | 1366,0   | 3285     |          |          |          |          | 6539     |
| 100              | 138,50   | 1385,0   | 3390     |          |          |          |          |          |
| 105              | 140,39   | 1403,9   |          |          |          |          |          |          |
| 110              | 142,29   | 1422,9   |          |          |          |          |          |          |
| 150              | 157,31   | 1573,1   |          |          |          |          |          |          |
| 200              | 175,84   | 1758,4   |          |          |          |          |          |          |